# 江刺田瀬インターチェンジ
江刺田瀬インターチェンジ（えさしたせインターチェンジ）は、岩手県奥州市にある釜石自動車道のインターチェンジである。

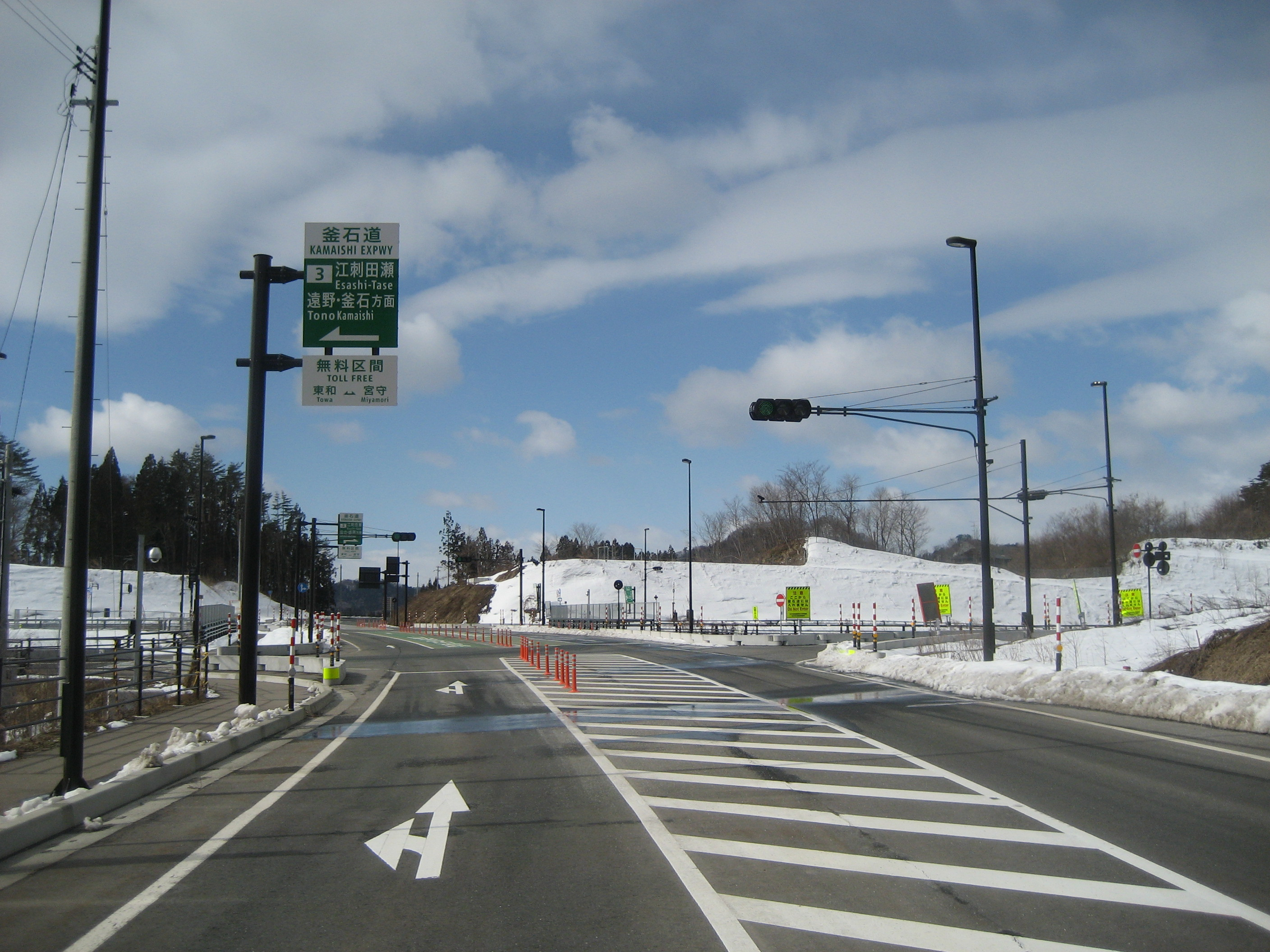
国道107号線との交差点付近

## 歴史
- 2012年11月25日 : 東和IC - 宮守IC間開通に伴い供用開始。

## 道路

### 本線
- E46 釜石自動車道（3番）

### 接続する道路
- 直接接続
  - 国道107号

## 料金所
新直轄方式により無料で通行できるため、料金所は設置されていない。

## 隣
E46 釜石自動車道
(2) 東和IC - (3) 江刺田瀬IC - (4) 宮守IC

## 形状
ランプウェイはダイヤモンド型である。